# Рамбо, Джеймс
Джеймс Рамбо (англ. James Rumbaugh, род. 1947) — американский учёный в области информатики и объектной методологии, наиболее известный по своей работе над созданием технологии объектного моделирования (OMT) и языка моделирования UML.

## Биография
Рамбо получил степень бакалавра в области физики в МТИ, степень магистра в области астрономии в Калтехе и степень доктора философии в области информатики в МТИ.
Рамбо работал в корпорации Digital Equipment Corporation (DEC) на должности главного научного сотрудника в области исследований. Руководил разработкой технологии OMT во время работы в Центре исследований и разработок компании General Electric, проработав там более 25 лет. В 1994 году перешел в компанию Rational Software, где работал совместно с Иваром Якобсоном и Гради Бучем (получив прозвище «Три амиго») над созданием языка моделирования UML. Позднее они объединили свои методики разработки ПО, OMT, OOSE и метод Буча в единый Rational Unified Process (RUP). В 2003 году он перешел в IBM в результате приобретения ею компании Rational Software. Вышел на пенсию в 2006 году.